# Ananda Ranga Pillai
Ananda Ranga Pillai (ur. 30 marca 1709, zm. 16 stycznia 1761) – indyjski kupiec, pamiętnikarz i tłumacz.

## Życiorys
Urodził się w ćennajskim Ayanavaram jako syn drobnego kupca Tiruvenkatama Pillai'ego. Był bratankiem Nayiniyappy, głównego indyjskiego agenta handlowego dla Francuzów w Pondicherry w latach 1708–1716.
Jako dziecko, w 1716, wraz z rodziną przeniósł się do francuskiej posiadłości kolonialnej w Pondicherry. Lojalnie służył władzom francuskim, pracując dla nich jako agent handlowy oraz tłumacz na przestrzeni kilku dekad. Zmarł na cztery dni przed zdobyciem Pondicherry przez wojska brytyjskie pod dowództwem generała Eyrego Coote'a. Pozostawił po sobie autobiograficzny dziennik zawarty w kilkunastu tomach. Jest to cenne źródło dla poznania sytuacji politycznej oraz stosunków handlowych właściwych dla terytoriów tamilskich w XVIII stuleciu. Dzieło to, o pionierskim w tamilskim kontekście kulturowym charakterze, obejmuje okres od 1736 do 1760.
Pomimo że stanowisko tłumacza, które zajmował przy władzach francuskich w Pondicherry, wymagało znajomości jedynie dwóch języków, Ranga Pillai władał biegle czterema: (tamilskim, francuskim, telugu oraz perskim).